# E-767空中預警機
E-767是一款波音研发的空中预警机，最初是依日本航空自衛隊的需求進行開發，基本的設計概念是將E-3哨兵式預警機的監視雷達及空中管制系統移植到波音767-200上。

## 背景
1976年9月6日，蘇聯飛行員維克多·別連科成功駕駛一架米格25戰機叛逃至日本北海道。飛行過程中，此架米格25戰機以超低空飛行方式躲避日本的軍方雷達追蹤，使日本航空自衛隊無法有效掌握戰機的飛行動態，此事件促使日本航空自我檢討是否需建構空中早期預警系統。
當時美國空軍即將接收E-3哨兵式預警機，此機型自然也是日本航空自衛隊心目中的首選，但日本防衛廳考量到美國空軍自身對E-3哨兵式預警機的需求，了解若要購買此機型將需等上一段不短的時間，故改選擇E-2空中預警機作為空中早期預警系統的主力。E-2C於1987年1月交付日本部署於三澤飛行場，隸屬於航空警戒管制團（AEWG）。
1991年，日本防衛廳為提升早期預警能量，再次提出購買E-3哨兵式預警機的要求，但此時E-3已停止生產，此計劃也被擱置。隔年，波音提出以B-767作為平台的預警機計畫，並獲日本同意接受，隨即編列預算於1993年及1994年各購買2架。

## 採購
日本防衛廳於分別於1993年編列1,139億日幣及1994年1,081億日幣作為購置E-767的預算，相較於添購E-2C的86億日幣及E-3A計畫的296億日幣，此預算金額顯得異常龐大，這主要是當時日本政府為平衡對美貿易的巨大順差所做出的政治決策。此外，E-767將有15%的零組件交由日本公司生產，故部份預算也會間接回流日本國內。
E-767的購置計畫分為兩階段，第一階段由日本政府透過民間公司（伊藤忠商事株式會社）購買未改裝的B-767，第二階段則在美國政府的監督下，由美日雙方的承包商進行改裝以搭載預警管制系統。

## 設計

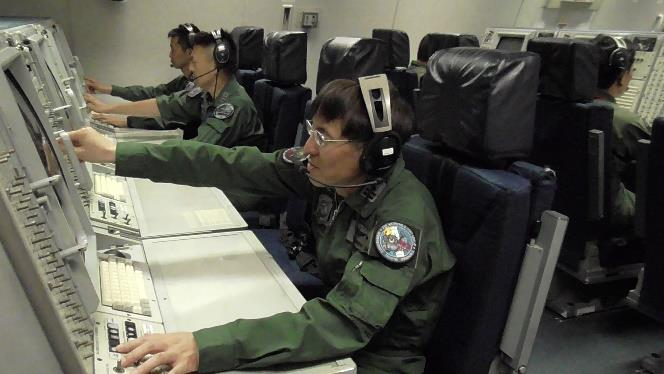
E-767中的雷達、作戰系統操作人員控制台區。

E-767採用波音767-200ER機體作為開發藍本，波音將此機型代碼設為767-27C（"7C"代表客戶為日本航空自衛隊），相較於機體使用波音707的E-3，E-767樓板面積增加50%而容積足足多了一倍。為平衡機背上的雷達重量，各種任務電子設備主要裝置於機體前半部，後半部設有供組員使用的休息區、廚房及廁所。

### 外部特徵
E-767機體外部通常採用灰色塗裝，機身無窗戶結構以保護組員避免受到雷達系統強烈電磁波的影響。機背上的雷達罩由兩根支架支撐，直徑9.14公尺（30英尺），中心最大厚度1.83公尺（6英尺）。當雷達正在運作時，會以每分鐘6圈的轉速旋轉；非在運作期間則以每分鐘0.25圈的緩慢轉速維持機械零件的潤滑性。
在機體上下方有許多用於特高頻及超高頻通訊的刃狀天線，主翼尖裝有高頻通訊天線，後方機體的整流罩內則含有聯合戰術資訊系統（JTIDS）。

### 動力
使用兩具通用動力CF6-80C2B6FA高旁通比渦扇引擎，每具引擎最高推力可達61,500磅。渦扇引擎原本配有可產生90kVA電能的發電機，但為滿足眾多雷達設備的用電需求，已改裝可產生150kVA電能的發電機。

### 空中預警與管制系統
E-767的雷達電子設備基本上與E-3相同，使用諾斯洛普格魯曼AN/APY-2被動式電子掃瞄陣列雷達系統，此系統可探測目標物的三維空間資料，包括方位、距離及高度，且比早期E-3型號所使用的AN/APY-1更具備了優秀的水面監視能力。
AN/APY-2使用都卜勒相位原理來偵測目標物的速度。此監視系統含有一具彈性化及多模式雷達，可使空中警告与控制系统（AWACS）從地面及海面的雷達反射波束分辨水面及空中目標，功能較目前其他型號雷達更為強大。
此雷達可進行360度無死角監視，探測距離超過320公里（200英里）。AWACS任務設備可將所探測到的目標於各工作站臺上分離、管理及獨立顯示。AN/APY-2的天線及敵我識別系統（Mk XII）天線以背對背的方式整合在雷達罩中。
雷達系統使用IBM CC-2E中央電腦處理各種資訊，其與E-3所搭載的30/35批次改良版相似，可將處理過的訊息分別顯示於機上的14工作站。其他相關次系統還有識別、戰術情資聯結及導航。

### 雷達系統升級計劃
2006年11月，波音提出一總金額達1億800萬美元的雷達系統升級計劃（RSIP），用以提升日本所操作的E-767機隊。此軍售案於麻薩諸塞州的Hanscom空軍基地完成簽約，合約內容包括備用零件、設備支援及技術文件，整個升級計劃於2012年在西雅圖完成。
升級後的空中預警與管制系統提高敏銳性，可對更小型的目標物進行探測與追蹤。機上電腦系統換裝高可靠度多核心處理器，軟體程序也一併更新以增強功能及降低維護難度。整個升級計劃主要是由波音外包給諾斯洛普格魯曼來執行，包括新雷達電腦、雷達控制維護面版及任務系統的軟體更新。

## 歷史
E-767於1994年10月4日於華盛頓州佩恩機場進行首飛，1996年8月9日第一次搭載雷達罩試飛，1998年3月11日交付兩架給日本軍方，其餘兩架分別於1999年1月5日及2000年5月10日交付。4架E-767皆部署於日本航空自衛隊濱松基地（機場跑道特別強化），隸屬於航空警戒管制團601中隊。

## 使用國家
日本
- 航空自衛隊
  - 第602飞行队（英语：602nd Squadron (JASDF)）[4]